# Kirsten Storms
Kirsten Storms (Orlando, Florida, 8 de abril de 1984) es una actriz estadounidense. Es conocida por sus papeles como Zenon Kar en la trilogía de Zenon, Emily en Johnny Tsunami y la voz de Bonnie Rockwaller en Kim Possible. También interpretó a Isabella "Belle" Black en la telenovela de NBC Days of Our Lives de 1999 a 2004. En 2005, Storms fue elegida para interpretar al personaje de Maxie Jones en la telenovela de ABC General Hospital y su spin-off General Hospital: Night Shift.

## Biografía y carrera
Storms nació en Orlando, Florida, y creció en el área metropolitana de Orlando, principalmente en Kissimmee, Casselberry y Sanford. Tiene una hermana menor llamada Gretchen, un hermano llamado Austin y un medio hermano llamado Chris. Ella es la hija de Karen Storms y el presentador de deportes de WCPX-TV (ahora WKMG-TV) de la cadena afiliada de CBS Mike Storms. Según Storms, ella siempre supo que quería ser actriz.
Después de visitar a su padre en el trabajo, Storms convenció a sus padres para que la inscribieran en clases de actuación, lo que llevó a que un cazatalentos la descubriera a la edad de cinco años. El cazatalentos le sugirió que se inscribiera en un campamento de actuación para niños en Catskills, Nueva York.
El primer papel de Storms fue en un anuncio de Galoob Baby Doll. Después de aparecer en varios anuncios, comenzó su carrera como actriz con un papel recurrente en Second Noah de ABC, además de un papel principal en Sing Me a Story with Belle. A los doce años, se mudó con su familia a Los Ángeles, California. Poco después de eso, interpretó a Laura Cummings en la serie de televisión de The WB 7th Heaven. Apareció en tres episodios de la serie (entre 1998 y 2001), en los que interpretó a la novia de Simon (interpretado por David Gallagher). Más tarde, fue elegida para interpretar el personaje principal en la película original de Disney Channel Zenon: Girl of the 21st Century. La película tuvo la calificación más alta entre todas las películas originales de Disney Channel en ese momento. Más tarde, repitió el papel en dos secuelas. Storms continuó apareciendo en varios programas familiares y películas de televisión, incluido The Trojan Horse, una producción de Hallmark. También tuvo un papel secundario en la película original de Disney Channel Johnny Tsunami, y prestó su voz a Bonnie Rockwaller en la serie animada de Disney Channel Kim Possible.

## Televisión

### Days of Our Lives
El 5 de agosto de 1999, Storms fue seleccionada para interpretar a Isabella "Belle" Black en el drama de NBC Days of Our Lives. Storms pronto se hizo popular entre la audiencia. Sus cinco años en la telenovela la presentarían en muchas historias de alto perfil, como su popular relación con Shawn Brady, interpretado por Jason Cook, mientras el personaje de Storms era promocionado fuertemente como un personaje importante dentro del programa.
Al final de su contrato de cinco años, Storms decidió no renovarlo. Una de las razones fue que había sido elegida para participar en la serie de televisión Clubhouse. El último episodio en el que ella participó se emitió el 16 de julio de 2004.

### Clubhouse
Clubhouse fue una serie de televisión que se emitió en CBS a partir del otoño de 2004, creada por Daniel Cerone y producida por Aaron Spelling. La serie giraba en torno a Pete Young (Jeremy Sumpter) y su sueño de convertirse en jugador de béisbol profesional. Storms interpretó a la hermana de Pete, Betsy. A diferencia del personaje que interpretó anteriormente en Days of Our Lives, Betsy era una adolescente rebelde que a menudo se metía en problemas por cuestiones como el sexo, las drogas y el alcohol. Storms aceptó su nuevo papel y dijo: "Me identifico con muchas cosas que hace Betsy. Me senté y hablé con la productora ejecutiva sobre mi primer tatuaje y la primera vez que bebí alcohol". El programa fue cancelado después de emitirse solo cinco episodios. Se filmaron un total de 11 episodios, que luego se emitieron como parte de una serie llamada Brilliant But Cancelled.

### General Hospital
El 23 de mayo de 2005, Storms se convirtió en la tercera actriz en interpretar a Mariah Maximiliana "Maxie" Jones en la telenovela de ABC General Hospital. En 2008, Storms se reunió con Jason Cook, quien se unió a la telenovela para interpretar a Matt Hunter. Recibió una nominación al Emmy por su papel en 2009.
Storms dejó el programa en el otoño de 2011 por razones médicas, que luego se reveló que eran endometriosis. Fue reemplazada temporalmente por Jen Lilley, y originalmente estaba previsto que regresara a la serie en febrero de 2012. Su enfermedad le impidió regresar a tiempo, y Lilley se quedó un tiempo más interpretando el papel. En julio de 2012, se anunció que Storms regresaría a la serie. El 5 de septiembre de 2012, Storms volvió a interpretar a Maxie en la pantalla. Storms tomó el permiso por maternidad el 2 de enero de 2014 y regresó el 8 de abril del mismo año.
En marzo de 2017, Soap Opera Spy informó que Storms dejaría el programa por "motivos personales", pero al final regresó en agosto de 2017.

### Otros trabajos
En 2015, Storms apareció como Selene Winterthorne en la serie web Winterthorne.

## Vida personal
Se confirmó a principios de 2013 que Storms estaba en una relación con su ex coprotagonista de General Hospital Brandon Barash. En agosto de 2013, la pareja confirmó en People que se habían casado en secreto en junio y que estaban esperando su primera hija. El 7 de enero de 2014, Barash confirmó en su cuenta oficial de Twitter que Storms había dado a luz a su hija, Harper Rose Barash. El 6 de abril de 2016, Soap Opera Digest reveló que Storms y Barash se habían divorciado después de más de dos años y medio de matrimonio debido a varias diferencias irreconciliables, pero que seguirían criando y cuidando a su hija juntos, ya que se estaban separando amistosamente.
Storms fue detenida en una autopista de Los Ángeles el 7 de septiembre de 2007 por la Patrulla de Carreteras de California por arrojar un cigarrillo encendido por la ventana de su Mercedes. Fue arrestada por conducir bajo los efectos del alcohol tras no pasar las pruebas de sobriedad. Su nivel de alcohol en sangre fue de 0,13, por encima del límite legal de California de 0,08. En noviembre de 2007, se le declaró inocente de los cargos y se le ordenó asistir a doce reuniones de Alcohólicos Anónimos, completar un programa de educación sobre el alcohol de 90 días y pagar una multa de 1.643 dólares. También le suspendieron la licencia de conducir por seis meses y la pusieron en libertad condicional por tres años.
Storms es amiga de su coprotagonista de General Hospital Kelly Monaco, quien apareció en el reality show de corta duración de E! Dirty Soap, que se emitió durante el otoño de 2011.

## Filmografía
| Año       | Título                                    | Papel                   | Notas                    |
| --------- | ----------------------------------------- | ----------------------- | ------------------------ |
| 1997      | Crayola Kids Adventures: The Trojan Horse | Venus                   | Directa a video          |
| 1999      | Zenon: Girl of the 21st Century           | Zenon Kar               | Película para televisión |
| 1999      | Belle's Tales of Friendship               | Kirsten                 | Directa a video          |
| 1999      | Love Letters                              | Melissa adolescente     | Película para televisión |
| 1999      | Johnny Tsunami                            | Emily                   | Película para televisión |
| 2001      | Zenon: The Zequel                         | Zenon Kar               | Película para televisión |
| 2001-2005 | Express Yourself                          | Ella misma              |                          |
| 2003      | Kim Possible: A Sitch in Time             | Bonnie Rockwaller (voz) | Película para televisión |
| 2004      | Zenon: Z3                                 | Zenon Kar               | Película para televisión |
| 2005      | Kim Possible: So the Drama                | Bonnie Rockwaller (voz) | Película para televisión |
| 2011      | Nice Guys Finish Last                     | Chica caliente          | Cortometraje             |

| Año           | Título                        | Papel                   | Notas                |
| ------------- | ----------------------------- | ----------------------- | -------------------- |
| 1996          | Second Noah                   | Ashley                  | 2 episodios          |
| 1998          | You Wish                      | Betsy                   | 1 episodio           |
| 1998          | Any Day Now                   | Lydia                   | 1 episodio           |
| 1998          | 7th Heaven                    | Laura Cummings          | 3 episodios          |
| 1999          | Movie Stars                   | Mandy Silverman         | 1 episodio           |
| 1999          | Sing Me a Story with Belle    | Kirsten                 | 2 episodios          |
| 2000          | One World                     | Melanie                 | 1 episodio           |
| 1999-2004     | Days of Our Lives             | Belle Black             | Personaje recurrente |
| 2002-2007     | Kim Possible                  | Bonnie Rockwaller (voz) | 39 episodios         |
| 2003          | That's So Raven               | Nicki                   | 1 episodio           |
| 2004-2005     | Clubhouse                     | Betsy Young             | 11 episodios         |
| 2005          | CSI: Miami                    | Missy Marshall          | 1 episodio           |
| 2005-presente | General Hospital              | Maxie Jones             | Personaje recurrente |
| 2006          | Skater Boys                   | Jessica Gordon          | 2 episodios          |
| 2007          | General Hospital: Night Shift | Maxie Jones             | 5 episodios          |
| 2015          | Winterthorne                  | Selene Winterthorne     | 1 episodio           |

## Premios y nominaciones
| Año  | Premios                  | Categoría                                                                                    | Trabajo nominado                | Resultado | Ref.  |
| ---- | ------------------------ | -------------------------------------------------------------------------------------------- | ------------------------------- | --------- | ----- |
| 2000 | Young Artist Awards      | Mejor interpretación en una película para televisión o piloto: actriz principal joven        | Zenon: Girl of the 21st Century | Nominada  |       |
| 2001 | Young Artist Awards      | Mejor interpretación en una serie de televisión diurna: Actriz joven                         | Days of Our Lives               | Nominada  |       |
| 2001 | Soap Opera Digest Awards | Mejor actriz infantil                                                                        | Days of Our Lives               | Ganadora  |       |
| 2002 | Young Artist Awards      | Mejor interpretación en una serie dramática de televisión: actriz principal joven            | Days of Our Lives               | Ganadora  |       |
| 2003 | Soap Opera Digest Awards | Mejor actriz principal joven                                                                 | Days of Our Lives               | Nominada  |       |
| 2005 | Soap Opera Digest Awards | Triángulo favorito (compartido con Charity Rahmer, Martha Madison, Kyle Brandt y Jason Cook) | Days of Our Lives               | Nominada  |       |
| 2009 | Daytime Emmy Awards      | Mejor actriz joven en una serie dramática                                                    | General Hospital                | Nominada  | [ 7 ] |